# Осока параллельная
Осо́ка паралле́льная (лат. Carex parallela) — многолетнее травянистое растение, вид рода Осока (Carex) семейства Осоковые (Cyperaceae).

## Ботаническое описание

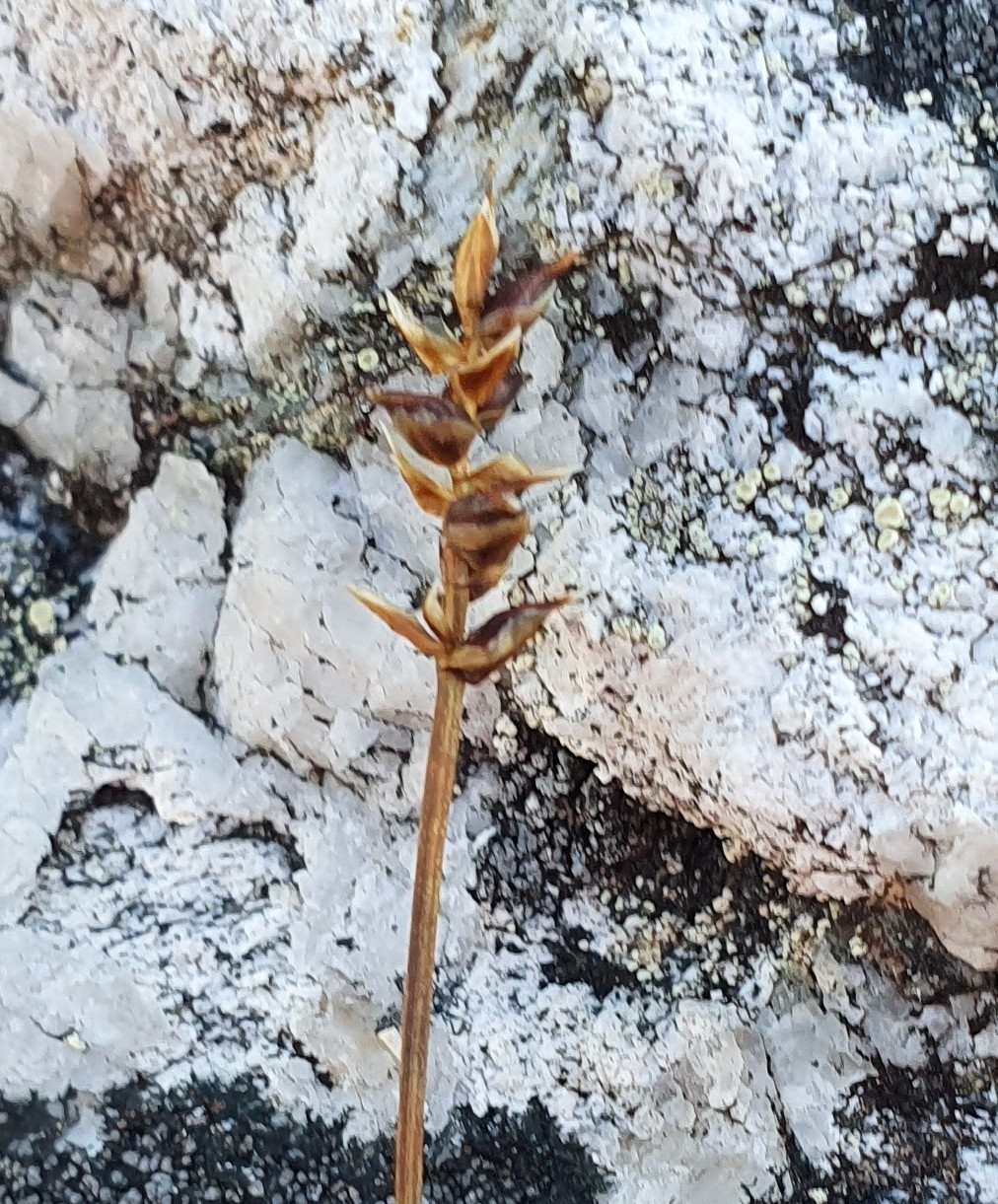
Соцветие

Растение рыхлодернистое, с тонким ползучим корневищем.
Стебли гранистые, глубоко бороздчатые, не более 0,7 мм в диаметре, 10—40 см высотой.
Листья узколинейные или нитевидно-свёрнутые, до 0,6(1,2) мм шириной, шероховатые, у основания гладкие.
Колосок тычиночный или пестичный (растения двудомные), очень редко андрогинный (с 1—2 пестичными цветками у основания). Тычиночные колоски узкоцилиндрические, 1—2,1 см длиной; чешуи их яйцевидные, тупые, рыжие или жёлто-бурые, могут быть с широкой, перепончатой каймой. Пестичные колоски линейные или продолговато-яйцевидные, с 7—15 мешочками, 0,7—1,7 см длиной. Чешуи пестичных колосков яйцевидные или широкояйцевидные, тупые или островатые, коричневые, тёмно-бурые или светло-ржавые, с белоперепончатыми краями, немного или вдвое короче мешочков. Мешочки яйцевидные, продолговато-яйцевидные или яйцевидно-ланцетовидные, неравно-двояковыпуклые, тонкокожистые, (3)3,5—4(5) мм длиной, (1,2)1,5—1,5(1,7) мм шириной, зрелые горизонтально или вниз отклонённые, с тонкими жилками, на короткой ножке, цельным, косо усечённым носиком, буроватые или красновато-бурые. Рылец 2.
Плод при основании без осевого придатка. Плодоносит в июне—августе.
Число хромосом 2n=26, 34, 44.
Вид описан из Северной Швеции.

## Распространение
Северная Европа: горы Швеции и Норвегии (редко), Шпицберген, арктическая Скандинавия; Прибалтика; Арктическая часть России: Мурман (район Печенги, полуостров Рыбачий, мыс Святой Нос, мыс Орлов), Малоземельская тундра (Коровинский хребет, между Печорским заливом и Колоколковой губой), Большеземельская тундра, остров Колгуев, Карская тундра, остров Вайгач (бухта Варнека), низовья Оби (Салехард, долина Полуя), низовья Енисея, Новая Земля (Южный остров и юг Северного), бассейн Хатанги, низовья Оленёка и Лены, Полярный Урал; Европейская часть России: Хибины, Приполярный, Северный и Средний Урал; Западная Сибирь; Алтай; Восточная Сибирь: к востоку от Лены и Байкала (редко); Средняя Азия: Джунгарский Алатау (хребет Мын-Чукур); Центральная Азия: Монголия (Монгольский Алтай); Северная Америка: Восточная Гренландия (между 70 и 75° северной широты).
Растёт на моховых болотах, в заболоченных редколесьях, сырых лесах, на болотистых лугах, по берегам водоёмов, в моховых тундрах; на равнине и в горах до нижней части альпийского пояса.

## Значение и применение
Северным оленем (Rangifer tarandus) поедается плохо. Кормового значения не имеет.

## Систематика
Существуют два подвида:
- Carex parallela subsp. parallela — Северная Европа, Европейская часть России, Западная Сибирь, Гренландия
- Carex parallela subsp. redowskiana (C.A.Mey.) T.V.Egorova — Осока Редовского; Центральная и Средняя Азия, Европейская часть России, Сибирь, Дальний Восток